# 도포초등학교 도신분교
도포초등학교 도신분교는 대한민국 전라남도 영암군에 있었던 공립 초등학교이다.

## 연혁
- 1966년 10월 1일 도포국민학교 영호분교장으로 인가
- 1967년 9월 2일 도신국민학교로 승격 개교
- 1970년 9월 1일 영농분교장 개교
- 1996년 3월 1일 도신초등학교로 개칭
- 1996년 9월 1일 도포초등학교 도신분교로 격하
- 2008년 3월 1일 폐교